# Mondscheinsonate (Film)
Mondscheinsonate (Originaltitel: Moonlight Sonata, US-amerik. Titel: The Charmer) ist ein britisches Filmdrama des Regisseurs Lothar Mendes aus dem Jahr 1937.

## Handlung
In dieser romantischen Erzählung sind Paderewski, der berühmte Pianist, und zwei weitere Überlebende eines Flugzeugunglücks Gäste der schwedischen Baroness Lindenborg. Eingebettet in diese zarte und charmante Geschichte ist die exquisite Darbietung von Chopins Polonaise (Ausschnitt), Franz Liszts Zweite Ungarische Rhapsodie (vollständig), Paderewskis eigenem Menuett in G-Dur und Beethovens Mondscheinsonate (Erster Satz) am Klavier, interpretiert vom Hauptdarsteller Ignacy Jan Paderewski.

## Produktion
Die britische Produktionsfirma Pall Mall Productions wollte in den 1930er Jahren den weltweit populären, polnischen Pianisten und Komponisten Ignacy Jan Paderewski und dessen Höchstmaß an Klaviervirtuosität auf die Kinoleinwand bringen und damit für die Nachwelt festhalten. Im Jahre 1937, zwei Jahre nach dem Tod seiner zweiten Frau, nahm Paderewski die Hauptrolle im Film an, und der Film wurde produziert.

## Kritiken
Mondscheinsonate sei ein seltsamer Film. Welcher Film beginne heutzutage mit einem 15-minütigen Klavierkonzert und würde noch zwei weitere enthalten? Die Handlung von wurde als „sehr konventionell“, als äußerst gewohnt für ein Publikum, das mit Film und Fernsehen aufgewachsen sei, und als Ansammlung von „Spielereien“ kritisiert. Sie diene nur als „Hintergrund“ für Paderewskis Klaviersoli und sei nur eine Ablenkung. Diese Klaviersoli seien dafür aber „exzellent“ und würden Musikliebhaber begeistern. Ganz allgemein mache Paderewski den Film sehr charmant. Aber auch die Hingabe von Regisseur und Besetzung, die sich besonders in den musikalischen Abschnitten zeige, werte Mondscheinsonate auf.